# Odenholl
Odenholl ist eine Hofschaft in Hückeswagen im Oberbergischen Kreis im Regierungsbezirk Köln in Nordrhein-Westfalen (Deutschland).

## Lage und Verkehrsanbindung
Odenholl liegt im südlichen Hückeswagen unmittelbar an der Grenze zu Wipperfürth. Nachbarorte sind Warth, Odenhollermühle, Rautzenberg und Wipperfürth-Schniffelshöh. Der Ort ist über eine Verbindungsstraße erreichbar, die bei Altenholte von der Kreisstraße K5 abzweigt und zur Bundesstraße 506 bei Schniffelshöh führt.
Die Hofschaft liegt im Einzugsgebiet des Bachs Große Dhünn, der in die Große Dhünntalsperre mündet.

## Geschichte
1374 wurde der Ort das erste Mal urkundlich erwähnt: „Das Kölner St. Ursulastift u. a. aus dem Hof zo dem Odenhole im Kirchspiel Hückeswagen“. Schreibweise der Erstnennung: zo dem Odenhole.
Im 18. Jahrhundert gehörte der Ort zum bergischen Amt Bornefeld-Hückeswagen. 1815/1816 lebten 23 Einwohner im Ort. 1832 gehörte Odenholl der Großen Honschaft an, die ein Teil der Hückeswagener Außenbürgerschaft innerhalb der Bürgermeisterei Hückeswagen war. Der laut der Statistik und Topographie des Regierungsbezirks Düsseldorf als Weiler kategorisierte Ort besaß zu dieser Zeit drei Wohnhäuser und sechs landwirtschaftliche Gebäude. Zu dieser Zeit lebten 26 Einwohner im Ort, 18 katholischen und acht evangelischen Glaubens.
Im Gemeindelexikon für die Provinz Rheinland werden für 1885 drei Wohnhäuser mit 18 Einwohnern angegeben. Der Ort gehörte zu dieser Zeit zur Landgemeinde Neuhückeswagen innerhalb des Kreises Lennep. 1895 besaß der Ort drei Wohnhäuser mit 24 Einwohnern, 1905 drei Wohnhäuser und 14 Einwohner.

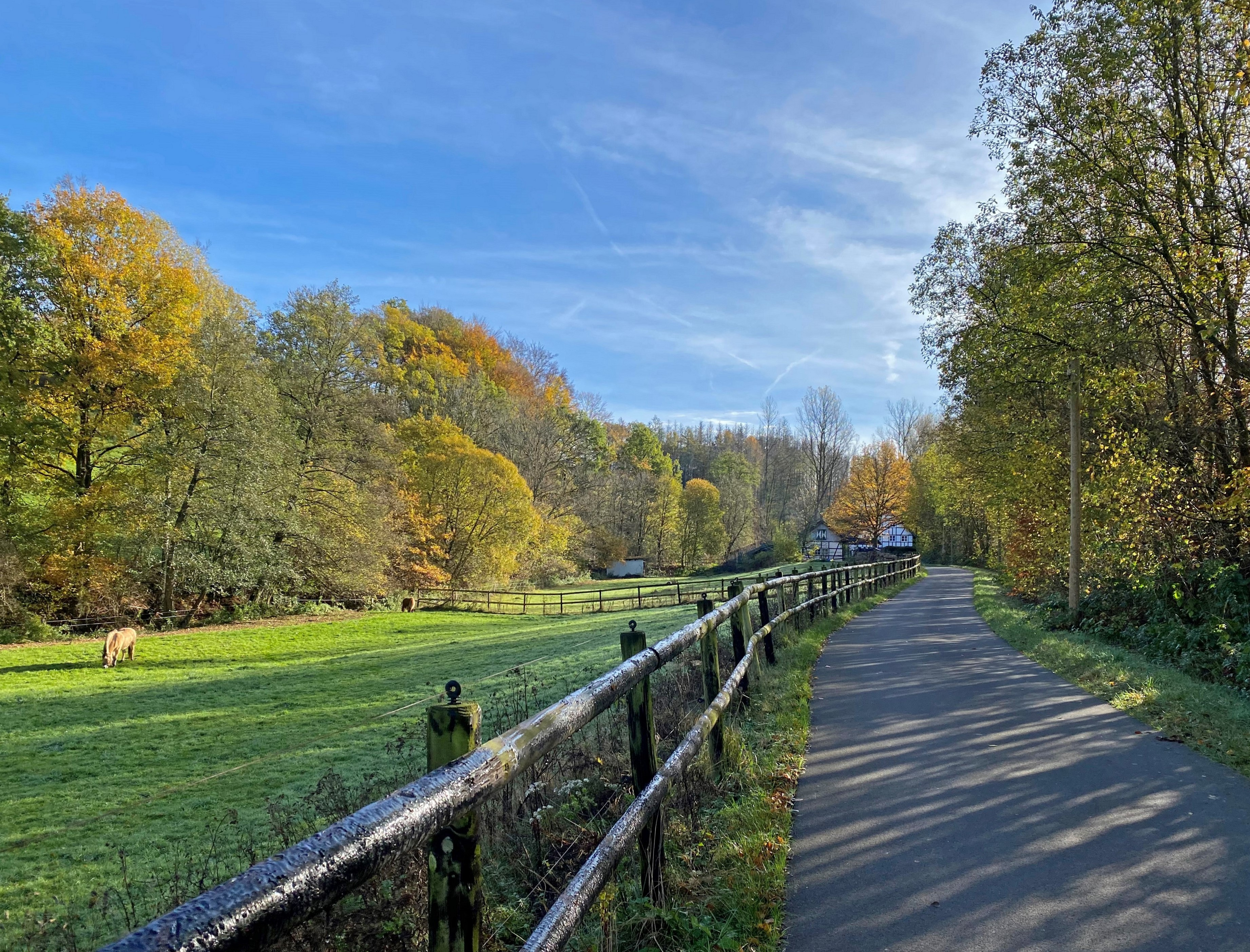
Weide am Kaplansherweger Bach zwischen Odenholl u. Odenholler Mühle
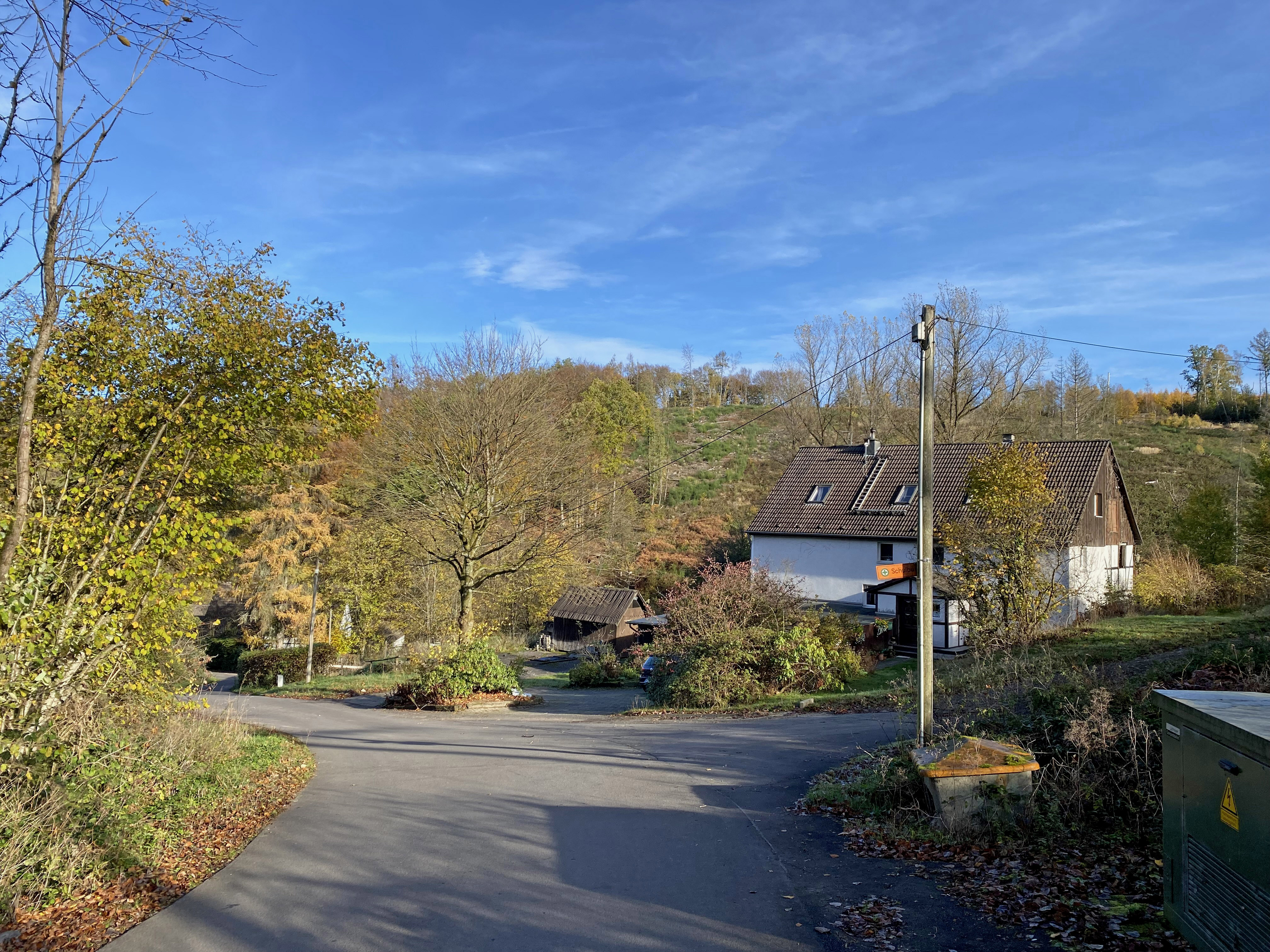
Mitten in Odenholl

## Wanderwege
Ab Niederdhünn, wo der A4 vorbeiführt, lässt sich Odenholl auf gutem, nicht-markierten Weg parallel zur Großen Dhünn  – die Odenholler Mühle passierend – erwandern.